# Hypsugo arabicus
Hypsugo arabicus (Harrison, 1979) è un pipistrello della famiglia dei Vespertilionidi diffuso in Iran e Oman.

## Descrizione

### Dimensioni
Pipistrello di piccole dimensioni, con la lunghezza della testa e del corpo tra 66 e 69 mm, la lunghezza dell'avambraccio tra 28,9 e 32,4 mm, la lunghezza della coda di 34 mm, la lunghezza del piede tra 5,6 e 5,8 mm, la lunghezza delle orecchie tra 8,3 e 9,8 mm.

### Aspetto
La pelliccia è lunga ed arruffata. Le parti dorsali sono color creta chiaro, mentre le parti ventrali sono bianche. La base dei peli è ovunque nerastra. Le orecchie sono nerastre, lunghe, triangolari e con l'estremità arrotondata. Il trago è lungo circa la metà del padiglione auricolare ed è provvisto di un lobo basale posteriore indistinto. Le membrane alari sono nerastre. La punta della lunga coda si estende per circa 2 mm oltre l'ampio uropatagio, il quale è ricoperto di piccoli peli alla base. Il calcar ha di un piccolo lobo terminale.

## Biologia

### Alimentazione
Si nutre di insetti.

## Distribuzione e habitat
Questa specie è conosciuta soltanto nell'Oman nord-orientale e nella regione iraniana del Belucistan.
Vive in habitat desertici e semi-desertici in prossimità di pozze d'acqua residui di fiumi stagionali a circa 130 metri di altitudine.

## Conservazione
La IUCN Red List, considerato l'areale limitato e la mancanza di informazioni circa il possibile declino della popolazione, la sua frammentazione e la presenza soltanto in poche località, classifica H.arabicus come specie con dati insufficienti (DD).